# Mancomunidad de la Rivera de Fresnedosa
La Mancomunidad de la Rivera de Fresnedosa es una mancomunidad integral española situada en el oeste de la provincia de Cáceres y en torno a la rivera de Fresnedosa.  
La mancomunidad se comprende un área de 1.551,14 km² y abarca, a 1 de enero de 2016, una población de 10.675 personas.
Está compuesta por los siguientes municipios:
- Acehúche.
- Cachorrilla.
- Casas de Don Gómez.
- Casillas de Coria.
- Ceclavín.
- Holguera.
- Pescueza.
- Portaje.
- Portezuelo.
- Riolobos.
- Torrejoncillo.
- Zarza la Mayor.

Se constituyó en 1993 con el fin de optimizar y realizar en común diversas funciones municipales de los municipios integrantes de la mancomunidad. La sede está en Torrejoncillo, en Plaza Mayor, nº 1. Planta 2ª. .